# Rosdorf (près Göttingen)
Pour les articles homonymes, voir Rosdorf.
Rosdorf est une municipalité allemande située dans l'arrondissement de Göttingen et le land de Basse-Saxe.